# Polystachya microbambusa
Polystachya microbambusa is een plantensoort uit de orchideeënfamilie (Orchidaceae). Het is een bamboe-achtige plant met geelkleurige bloemen. 
De soort komt voor in tropisch West-Afrika, waar hij aangetroffen is op de Nimba-bergen. Hij groeit daar op granietontsluitingen, vaak op of tussen de wortels van de soort Trilepis pilosa.